# Parque Juan de Garay
El Parque Juan de Garay es un parque de la ciudad de Santa Fe, Argentina que posee una exuberante arboleada y vegetación; es considerado el principal paseo y pulmón verde de la ciudad.

## Historia
El Parque Juan de Garay, ubicado en la intersección de las calles Paraguay y Salvador Caputto, ofrece una variada arboleda y floridos jardines, pérgolas, juegos, lagos y un atractivo complejo de piletas.
Hasta 1904, el lugar que hoy ocupa el Parque Juan de Garay, fue destinado como cementerio católico. Desde esa fecha, y hasta 1918 se instaló un vivero municipal. La Ordenanza N° 1783 le dio el nombre de Jardín Carlos Guido y Spano, pero el 13 de noviembre de 1923 cambia por el de Don Juan de Garay, y es en la intendencia del Dr. Pedro Gómez Cello que se bosqueja la creación del parque, lo que no se pudo concretar por falta de recursos. 

## Diseño

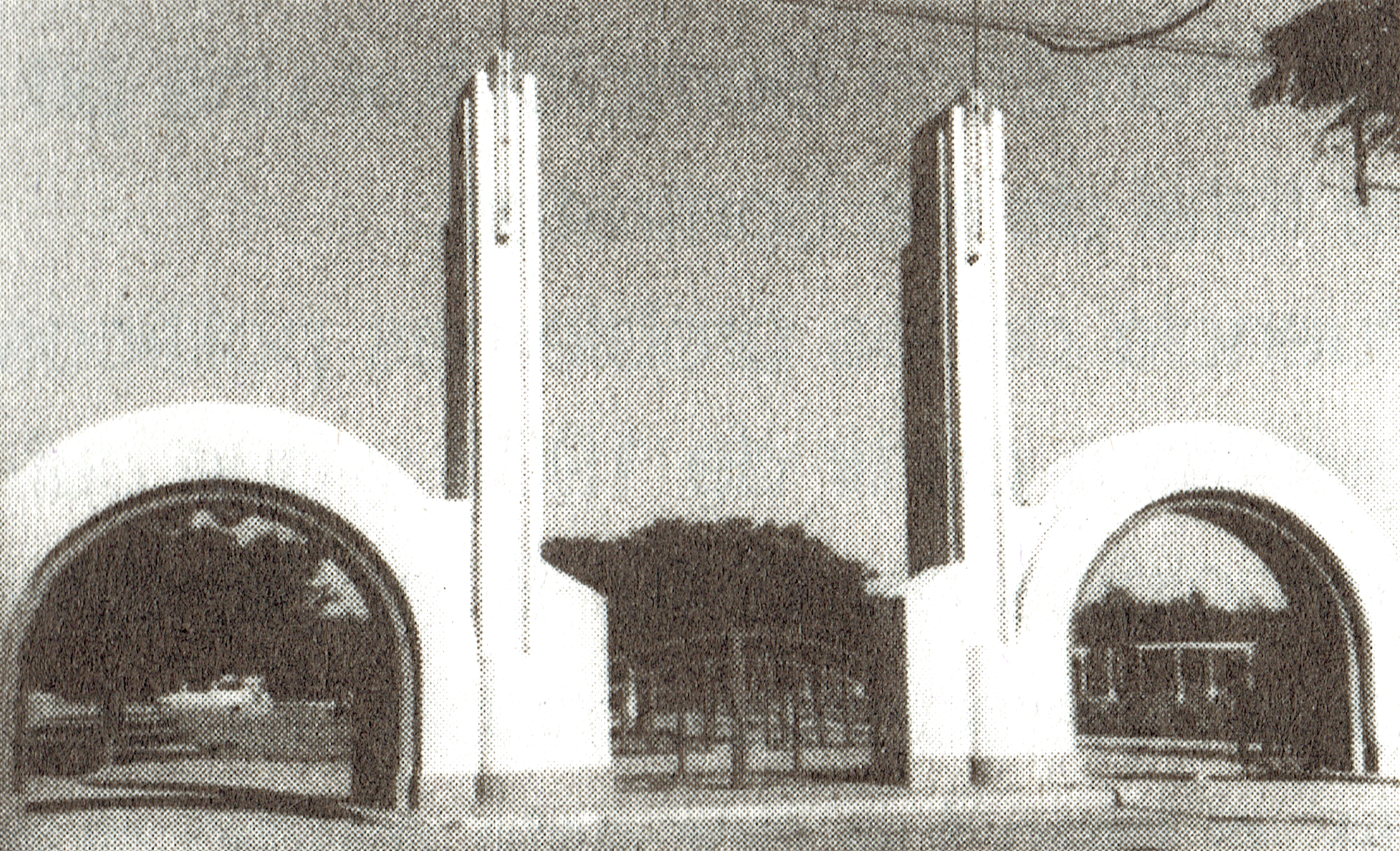
Antiguo portal del parque, hoy demolido.

La obra del parque Garay se realizó hacia finales de la década del ‘30. El primer proyecto estuvo a cargo del arquitecto y paisajista Eugenio Bouret, la realización del Ingeniero Mournier y la empresa constructora de los hermanos Constantini.
En un principio el parque ocupó 30 hectáreas, más 4 cubiertas por diferentes lagos , y fue concebido como una continuación de la ciudad en un espacio verde de gran magnitud con más de 6.000 rosales. Luego, otros parques y paseos de la zona complementaron el proyecto global de urbanización verde.
Años más tarde se cambiaría el nombre por el de Parque Dr. Eugenio Puccio. El 19 de noviembre de 1939 se inauguró la nueva traza del parque, y vuelve a ser bautizada con el nombre de Juan de Garay. En 1946 se cambia nuevamente su denominación, esta vez por Gral. Manuel Belgrano. En 1949, y ya en forma definitiva, se lo nombra Juan de Garay.

## Remodelación
Después de años de abandono, recién en 2009, con una inversión de $2.000.000 el Parque Garay vuelve a relucir todo su esplendor, con sus jardines, canteros, rosales, su rica e interesante flora y los característicos lagos con sus particulares y alegres puentes.